# Ананьяс Шиконго
Ананьяс Шиконго (англ. Ananias Shikongo; нар. 25 квітня 1986) — намібійський легкоатлет, паралімпійський чемпіон. Бере участь в основному в категорії Т11 (тотально сліпий) у забігу на короткі дистанції. Народився в 1986 році і живе у Віндгуку. Він ділиться житлом у містечку Катутура зі срібнии призером Паралімпіади і шкільним товаришем Йоханнесом Намбала.
Шиконго чемпіон у спринті на 100 м і 200 м в Т11 в Африці. Він виріс в окрузі Оканколо, області Ошикото, в селі у безпосередній близькості від ангольського кордону. Втратив зір на обидва ока в ході двох окремих інцидентів в дитинстві. Ходив у спеціальну школу в Онгуедіві і в технічний вуз Віндхука.
Незважаючи на трагедію, Ананьяс встиг стати великим спортсменом і найшвидшим в Африці сліпим спринтером. Його характер і мужність дозволили йому подолати і досягти неймовірних висот.

## Паралімпіада 2016
Шиконго змагався у літніх Паралімпійських іграх в Ріо-де-Жанейро. Він виграв три медалі, зайняв третє місце в класі Т11 100 м і 400 м спринті та здобув перше місце на 200 м. Він виграв 200 м з Паралімпійським рекордом 22.44 секунд. Він є третім намібійським спортсменом, який завоював медаль на паралімпійських змаганнях.

## Зовнішні посилання
- Ananias Shikongo at the International Paralympic Committee
- Ananias Shikongo at the International Paralympic Committee
- Ananias Shikongo - Athlete Website [Архівовано 14 вересня 2016 у Wayback Machine.]
- The Namibian - Spotlight on Ananias Shikongo [Архівовано 8 червня 2019 у Wayback Machine.]